# Чемпионат России по боксу 2013
Чемпионат России по боксу 2013 года проходил в Хабаровске с 21 по 30 ноября.

## Медалисты
| Весовая категория | Золото                                                  | Серебро                                   | Бронза                                                                                |
| ----------------- | ------------------------------------------------------- | ----------------------------------------- | ------------------------------------------------------------------------------------- |
| до 49 кг          | Бэлик Галанов Московская область, Бурятия               | Василий Егоров Московская область, Якутия | Александр Самойлов Хабаровский край Никита Томилов Санкт-Петербург, Республика Коми   |
| до 52 кг          | Василий Веткин Самарская область                        | Вячеслав Ташкараков Новосибирская область | Овик Оганнисян Московская область, Республика Коми Сергей Озанаев Ульяновская область |
| до 56 кг          | Сергей Водопьянов Московская область, Хабаровский край  | Эдуард Абзалимов Челябинская область      | Никита Федорченко Кемеровская область Артём Хотенов Ульяновская область               |
| до 60 кг          | Константин Богомазов Москва                             | Вячеслав Шипунов Алтайский край           | Артур Субханкулов Башкортостан Сергей Красницкий Хабаровский край                     |
| до 64 кг          | Виталий Дунайцев Белгородская область                   | Максим Дадашев Санкт-Петербург            | Григорий Лизуненко ХМАО Фарид Алёшкин Карачаево-Черкесия                              |
| до 69 кг          | Андрей Замковой Московская область, Хабаровский край    | Ислам Эдисултанов Чечня                   | Алим Гаджиев Москва Руслан Юлдашев Самарская область                                  |
| до 75 кг          | Максим Газизов Московская область, Свердловская область | Максим Коптяков ХМАО                      | Лев Черевко Белгородская область Владислав Федюрин Ульяновская область                |
| до 81 кг          | Павел Силягин Новосибирская область                     | Эдуард Якушев Иркутская область           | Али Измайлов Ингушетия Артём Зеленковский Новосибирская область                       |
| до 91 кг          | Алексей Егоров Калужская область                        | Сергей Калчугин Москва                    | Павел Никитаев Санкт-Петербург Вадим Лихман Хабаровский край                          |
| свыше 91 кг       | Гасан Гимбатов Ростовская область                       | Максим Бабанин Волгоградская область      | Магомед Омаров Дагестан, Татарстан Дмитрий Мухин Нижегородская область                |